# Oh No (canção de Bring Me the Horizon)
"Oh No" é uma canção da banda de rock britânica Bring Me the Horizon. Produzida pelo tecladista Jordan Fish e pelo vocalista Oliver Sykes, foi apresentada no quinto álbum de estúdio da banda, That's the Spirit, de 2015, quando alcançou a posição 166 no UK Singles Chart e a décima posição na UK Rock & Metal Singles Chart. Posteriormente, foi lançada como o sétimo e último single do álbum em 18 de novembro de 2016.

## Promoção e lançamento
"Oh No" não foi tocada ao vivo até 22 de abril de 2016, quando recebeu sua estreia ao vivo (junto com o single anterior "Avalanche") na apresentação marcante da banda no Royal Albert Hall com a Parallax Orchestra, que foi gravada para o álbum de vivo lançado em dezembro, Live at the Royal Albert Hall. Desde então, a música fez diversas aparições nas apresentações ao vivo da banda. Foi lançada como o sétimo e último single de That's the Spirit em 18 de novembro de 2016.

## Composição e letras
"Oh No" foi descrita como uma das faixas "mais suaves" de That's the Spirit nas resenhas do álbum. Em uma resenha durante o pré-lançamento álbum de faixa a faixa, o escritor da Rock Sound, Andy Biddulph, descreveu que a música apresenta o vocalista Oliver Sykes "cantando tristemente... enquanto a banda ao seu redor cria um refrão exuberante e texturizado", acrescentando que "quase não há guitarra aqui, mas a bateria acelerada, a eletrônica e o assunto contundente fazem esta banda soar mais pesada do que nunca". Lanre Bakare, escritor para o The Guardian, categorizou a música como "mais dance do que nu-metal", observando que ela também apresenta um "colapso de trance". A seção em questão aparece próxima do final da música e é caracterizada pela presença de uma seção de instrumentos de metal com um solo de saxofone no topo. Bradley Zorgdrager da Exclaim! comparou o estilo da faixa aos trabalhos de "Fall Out Boy após sua reunião". Após o lançamento do videoclipe, "Oh No" foi chamada de pop rock por Ultimate Guitar Archive.
Em um comentário faixa por faixa de That's the Spirit for Spotify, Sykes explicou que "'Oh No' foi feita para ser uma música anti-dance... é toda sobre pessoas que vivem para o fim de semana e pessoas que são da minha idade, 30 e poucos anos ou mais... ainda tentando viver como se tivessem 18 ou 21 anos. Elas estão se esforçando muito para se divertir e nem percebem que provavelmente não estão nem um pouco". A música também traz referências ao vício em drogas. Tal letra "anti-dance" pretende justapor o estilo dançante da música, que o vocalista acrescentou que pretende soar "como algo que você ouviria em uma boate". Falando sobre a seção de instrumentos de metal e o solo de saxofone, Sykes explicou que "queria que esta parte final do álbum parecesse quando as luzes se acendem em um clube ou bar e você tem aquela sensação de uma música meio ruim. É como se todas as coisas boas tivessem um fim."
Em um programa da Reddit AMA ("Ask Me Anything"), o guitarrista Lee Malia revelou que "Oh No" era sua música favorita em That's the Spirit.

## Videoclipe
O videoclipe de "Oh No" foi dirigido por Isaac Eastgate e lançado no site da Rolling Stone em 3 de novembro de 2016. O vídeo retrata uma situação de refém em desenvolvimento, intercalada com imagens de um estúdio de gravação e, mais tarde, um "bebê estranho e parecido com argila" tocando trompete. Falando sobre o vídeo, Sykes observou que "Este é o primeiro vídeo em que dei um passo atrás na criatividade e deixei o diretor assumir o controle total", acrescentando que embora inicialmente estivesse "apreensivo" com a ideia por trás do vídeo, ele descobriu que havia “um bom equilíbrio entre humor e significado” e elogiou-o por deixar o espectador “com muitas dúvidas”.

## Recepção critica
A resposta da mídia a "Oh No" foi mista. Andy Biddulph,  escritor da Rock Sound, afirmou que o estilo experimental da música é "típico de um dos álbuns mais inovadores que este gênero já viu em anos", enquanto Eleanor Goodman da Metal Hammer também a saudou como "um testemunho do espírito verdadeiramente evolutivo da banda". Por outro lado, o crítico da Exclaim! Bradley Zorgdrager desaprovou "Oh No", alegando que parece "ainda mais deslocado vindo depois de um dos números mais movidos pela guitarra, 'Blasphemy'". Resenhando o show no Royal Albert Hall para a The Independent, Steve Anderson descreveu "Oh No" como "electro estrondoso quase Robyn", alegando que "ilustrou a jornada bizarra" que a banda havia feito até aquele ponto.

## Desempenho comercial
"Oh No" entrou na UK Rock & Metal Singles Chart em número 10 em 18 de setembro de 2015 após o lançamento de That's the Spirit, também sendo registrada na UK Singles Chart principal por uma única semana no número 166. Permaneceu no top 40 do UK Rock & Metal Singles Chart por quatro semanas. Após o lançamento do videoclipe, "Oh No" voltou a entrar no UK Rock & Metal Singles Chart na posição 22.

## Créditos
Créditos adaptados do Tidal.
| Bring Me the Horizon - Oliver Sykes – vocais principais, produção, composição, programação - Lee Malia – guitarra, composição - Matt Kean – baixo, composição - Matt Nicholls – bateria, composição - Jordan Fish – teclados, sintetizadores, programação, percussão, vocais de apoio, produção, composição, engenharia Músicos adicionais - Maddie Cutter – violoncelo - Will Harvey – violino | Produtores adicionais - Al Groves – engenharia - Sam Winfield – engenharia - Nikos Goudinakis – engenheiro assistente - Ted Jensen – masterização - Dan Lancaster – mixagem |

## Paradas
| Parada (2015–16)                  | Posição de pico |
| --------------------------------- | --------------- |
| Bélgica (Ultratop 50 de Flandres) | 43              |
| Mexico Ingles Airplay (Billboard) | 32              |
| UK Singles (OCC)                  | 166             |
| UK Rock & Metal (OCC)             | 10              |